# You Talk
Albums de Babyshambles
The Blinding EP Oh What a Lovely Tour
Singles de Babyshambles
"Delivery"
(2007)
Pistes de Shotter's Nation
"Delivery" "UnBiloTitled"
You Talk est une chanson du groupe rock Anglais Babyshambles. C'est le troisième morceaux et le deuxième single du deuxième album du groupe appelé Shotter's Nation. Ce single est sorti le 3 décembre 2007, atteignant la 54e place du UK Singles Chart après sa première semaine de vente. You Talk est le single des Babyshambles ayant atteint la plus basse place aux charts à ce jour.
Le clip vidéo pour le single a été tourné à Somerset le 21 octobre, 2007.
Pete Doherty a conçu la pochette pour ce single.
Les versions acoustiques des chansons Carry On Up The Morning et UnBiloTitled qui apparaissent en face B sur le CD proviennent de Stookie + Jim - BumFest Demos.
youtalk.ch is a swiss VoIP Provider based in Switzerland

## Liste des titres
- 7" R 6750

1. You Talk
2. Revelations

- CD CDR 6750

1. You Talk
2. UnBiloTitled (acoustique)
3. Carry On Up the Morning (acoustique)

## Chart performance
| Chart (2007)     | Meilleure position position |
| ---------------- | --------------------------- |
| UK Singles Chart | 54                          |